# 린다 포르스베리
린다 마리아 “포파” 포르스베리(스웨덴어: Linda Maria "Foppa" Forsberg, 1985년 6월 19일 ~ )는 스웨덴의 은퇴한 여자 축구 선수이다. 선수 시절 포지션은 윙어였다.

## 클럽 경력
볼스타네스 SK에서 선수 생활을 시작했으며 2003년에 함마르뷔 IF DFF에 입단하면서 다말스벤스칸 무대에 데뷔했다. 2006년에는 유르고르덴 IF로 이적했고 2008 다말스벤스칸 시즌에서는 유르고르덴이 5위를 차지하는 데에 기여했다. 2009년에는 LdB 말뫼(현재의 FC 로셍오르드)로 이적했고 2010 다말스벤스칸 시즌에서는 LdB 말뫼의 우승에 기여했다. 2011년 11월에 무릎 부상으로 인해 은퇴하게 된다.

## 국가대표 경력
2007년 6월 16일에 열린 루마니아와의 UEFA 여자 유로 2009 예선 경기에 처음 출전하면서 스웨덴 여자 축구 국가대표팀 선수로 데뷔했다. 중국에서 개최된 2007년 FIFA 여자 월드컵에서는 미국, 나이지리아와의 조별 예선 경기에 출전했지만 스웨덴은 조별 예선에서 탈락하고 만다.
2008년 베이징 하계 올림픽에서는 4경기에 출전하면서 스웨덴의 8강전 진출에 기여했으며 독일에서 개최된 2011년 FIFA 여자 월드컵에서는 6경기에 출전하여 스웨덴이 3위를 차지하는 데에 기여했다.

## 수상

### 클럽
LdB 말뫼
- 다말스벤스칸 1회 우승 (2010)

### 국가대표
- 2011년 FIFA 여자 월드컵 3위

### 개인
- 2007년 스웨덴 올해의 약진하는 축구 선수상 수상